# Craig Fallon
Craig Fallon (Ipswich, 1982. december 18. – Wellington, 2019. július 15.) világ- és Európa-bajnok brit cselgáncsozó.

## Pályafutása
Cselgáncsozói pályafutása a 2000-es évek első felében indult. 2005-ben Nagy-Britannia színeiben megnyerte a cselgáncs-világbajnokságot, majd 2006-ban az Európa-bajnokságot. Részt vett a 2004-es athéni és a 2008-as pekingi olimpián.

## Sikerei, díjai
- Világbajnokság – 60 kg
  - aranyérmes: 2005
  - ezüstérmes: 2003
- Európa-bajnokság – 60 kg
  - aranyérmes: 2006
  - ezüstérmes: 2003